# Rapala mezetulus
Rapala mezetulus är en fjärilsart som beskrevs av Hans Fruhstorfer 1912. Rapala mezetulus ingår i släktet Rapala och familjen juvelvingar. Inga underarter finns listade.